# 诺尔海姆
诺尔海姆是德国莱茵兰-普法尔茨州的一个市镇。总面积3.15平方公里，总人口1461人，其中男性730人，女性731人（2011年12月31日），人口密度464人/平方公里。